# Jean Marais
Jean Marais, rojen kot Jean-Alfred Villain-Marais , francoski igralec in režiser, * 11. december 1911, Cherbourg, † 8. november 1998, Cannes.
Jean je z igralstvom začel pri 24 letih, ko je dobil vlogo v gledališki predstavi Ojdip, francoskega režiserja Jeana Cocteaua.